# Jean de Bernières
Ne doit pas être confondu avec Jean de Bernières (évêque de Séez).
Jean de Bernières, sieur de Louvigny, né à Caen en 1602 et mort dans cette ville le 3 mai 1659, est un mystique et écrivain spirituel laïc français. Trésorier du roi de France pour la généralité de Caen et membre laïc du Tiers-Ordre franciscain, il fonde à la fin de sa vie l'ermitage de Caen, où des personnes vivent une vie spirituelle intense sous sa direction. Homme de charité et grand spirituel, ses écrits sont condamnés par l'Église en 1689 au moment de la crise quiétiste.
Il appuie notamment la fondation de missions en Nouvelle-France. Son œuvre principale, Le Chrétien intérieur, rédigée de manière posthume à partir de ses lettres et de ses notes, circule malgré la condamnation de l'Église en Nouvelle-France, dans les réseaux proches de Fénelon, de Madame Guyon et dans les milieux protestants de toute l'Europe.
Depuis les années 1930 une tentative de réhabilitation de Bernières est en cours. Les travaux d'Henri Bremond sur l'histoire littéraire du sentiment religieux et les études de Maurice Souriau sur Gaston de Renty et Jean de Bernières,  ont conduit à considérer ce dernier comme l'un des grands mystiques du XVIIe siècle, se situant dans la continuité des héritiers de la mystique rhénane, dans la ligne de Jan van Ruusbroec et du franciscain Harphius. Sa spiritualité ne peut être assimilée trop rapidement à celle de l'École française de spiritualité dont la figure importante fut le cardinal Pierre de Bérulle.[réf. souhaitée]

## Biographie
Jean de Bernières est issu d'une famille noble de Caen. Sa sœur Jourdaine de Bernières fonde à Caen le couvent des Ursulines en 1624 et en est à de nombreuses reprises la supérieure. À la mort de son mari, la mère de Jean et Jourdaine passe les dernières années de sa vie au monastère.
Jean de Bernières a la charge de trésorier de France pour toute la généralité de Caen qui recouvre le Calvados actuel, une petite partie de l'Eure, presque l'ensemble de la Manche et l'Orne, à l'exception d'Alençon.
Chrysostome de Saint-Lô, père franciscain du Tiers-Ordre régulier, devient son père spirituel. Il cultive avec lui l'abandon à Dieu, l'expérience de la présence de Dieu et la quiétude. La radicalité de cet abandon le pousse à vouloir sortir de sa condition d'aristocrate et à partager des moments de la vie des roturiers. « Il faut sortir de sa superbe », dit-il. Dans cette optique, il fonde avec le père Chrysostome la congrégation de la sainte abjection et souhaite imiter la vie de saint Alexis.
Il développe une charité compassionnelle envers les pauvres, portant les pauvres sur son dos pour les soigner lui-même à l'hôpital. Il consacre sa fortune à des œuvres de charité, dont celles initiées par Jean Eudes. En 1633, il participe activement à la fondation de l'hôpital des Pauvres renfermés près de l'Hôtel-Dieu, puis s'engage en 1644 dans celle par Gaston de Renty de la compagnie du Saint-Sacrement de Caen, dont il prend la tête en 1649. Jean Eudes, Gaston de Renty et Jean de Bernières sont profondément marqués par la révolte des Nu-pieds (1639-1640) en Normandie : ils engagent aristocrates et bourgeois à prendre soin personnellement des pauvres. "Image du Christ pauvre, ils sont nos maîtres" écrit Bernières.
En 1645, Jean de Bernières décide de fonder à proximité des Ursulines un ermitage : un lieu où des laïcs ou des religieux vivent, pendant de longs ou de courts séjours, une spiritualité intense (oraison, conférences de Bernières, échanges entre les résidents de l'ermitage, activités de charité). Ils suivent les offices liturgiques du monastère des Ursulines. Une dizaine de personnes se joignent en même temps à lui et vivent à l'ermitage. Jean de Bernières devient directeur spirituel du futur évêque du Québec François de Montmorency-Laval, ou de Pierre Lambert de La Motte, fondateur des Missions étrangères. L'ermitage est un lieu de foisonnement spirituel : y ont séjourné notamment Jacques Bertot le confesseur de  Madame Guyon, que Bernières appelle l'ami intime, Henry-Marie Boudon, Philippe Cospéan, Jean-Baptiste Saint-Jure. Il entretient une longue correspondance avec Mectilde du Saint-Sacrement qu'il avait rencontrée à Caen et de nombreux autres correspondants.
À sa mort, Jean de Bernières est enterré dans le monastère des Ursulines de Caen avant d'être déplacé au XVIIIe dans l'église Saint-Jean. Les restes de Jean de Bernières sont à ce jour, avec ceux de Jourdaine, sa sœur, dans un petit reliquaire déposé dans un placard du presbytère de la paroisse de cette l'église. Le projet de dépose de ce reliquaire dans l'église Saint-Jean est en négociation depuis plusieurs années.

## Soutien au développement de l'Église du Canada
À partir de 1635, Jean de Bernières aide une jeune et riche veuve du Perche, Marie-Madeleine de la Peltrie, à s'établir au Canada pour y fonder une maison religieuse. Devant le refus de sa famille de financer ce projet, elle sollicite Jean de Bernières pour organiser entre eux un faux mariage afin de la libérer de la tutelle familiale. Ce mariage blanc est rendu superflu par la mort du père de Marie-Madeleine de la Peltrie mais Jean de Bernières continue à l'assister dans la réalisation de son projet. Il entre en relation en 1638 avec la mère Marie de l'Incarnation, des Ursulines de Tours. Il les accompagne à Dieppe jusqu'à leur départ en bateau vers la Nouvelle-France en 1639. Bernières gère jusqu'à la fin de sa vie les intérêts de Madame de la Peltrie en France et veille sur la fondation. La correspondance avec Marie de l'Incarnation est perdue : il n'en reste que les éléments reproduits par le fils de Marie de l'Incarnation, Claude Martin, dans la biographie qu'il a rédigée de sa mère.
Le soutien à la Nouvelle-France ne se limite pas à l'accompagnement de ces deux femmes :  de nombreux membres de son entourage partent au Québec quelques années avant la mort de Bernières ou immédiatement après, dont son neveu Henri de Bernières, qui sera par la suite le premier curé de Québec, et François Montmorency-Laval, futur premier évêque de Québec. La liste de proches de Bernières émigrés au Canada est longue et de nombreux Québécois portent encore aujourd'hui leurs noms : Roberge, Dudouyt, Morel, Maizerets... Auguste-Honoré Gosselin, historien québécois, écrit : « On peut dire que l'ermitage de Caen a été comme le berceau de l'Église du Canada ».

## Doctrine spirituelle de Bernières

### Livre:Chrétien intérieur
À la mort de Jean de Bernières, sa sœur Jourdaine fait rédiger à partir des notes de son frère divers  ouvrages dont Chrétien intérieur, imprimé chez divers éditeurs (30 000 exemplaires imprimés selon l'un des éditeurs). Ce sera avant sa condamnation pour quiétisme en 1689.
La spiritualité chrétienne de Jean de Bernières est fondée sur la doctrine de l'abandon. L'homme doit se vider de lui-même afin de s'unir à Dieu : « L'âme se vide de soi-même et des créatures et se rend capable de Dieu », c'est-à-dire apte à recevoir Dieu. Cet abandon intérieur conduit à une union avec Dieu, proche de la vision béatifique :  « Il n'y a point de différence d'être dans la béatitude ou dans le parfait abandon ». La spiritualité de Bernières prend sa source dans la tradition « apophatique » commune à l'Orient et l'Occident chrétiens dont témoignent notamment les textes attribués à Denys l'Aréopagite que Bernières cite souvent de même que les Pères du désert, saint Clément d'Alexandrie et sainte Marie l'Égyptienne. Il peut être rapproché comme le fait Henri Bremond des mystiques rhéno-flamands (Maître Eckhart, Jean Tauler, Ruusbroec Harphius)  et de saint Jean de la Croix. Il appartient au grand courant mystique franciscain qui a marqué l'époque moderne et dont Benoît de Canfield, le maître de Chrysostôme de Saint-Lô, fut le plus représentatif.
Bernières constitue un exemple type du mystique qui développe un amour compassionnel des pauvres. Il ne faut dégager de son œuvre ni une doctrine sociale ni une vision politique. Il prend soin du pauvre pour aller à Dieu et va à Dieu en prenant soin du pauvre. Ce  paradigme, si caractéristique du christianisme qui traverse les siècles, disparaît lorsque l'Église condamne Bernières en 1689. Ce paradigme est étrange pour nous modernes. N'est-il pas l'un des éléments que notre monde recherche à tâtons dans le retour de la spiritualité et la montée des alternatives sociales et solidaires?
La doctrine de Jean de Bernières fut critiquée et les textes qui lui sont attribués mis à l'Index trente années après sa mort : l'Inquisition condamne les œuvres soupçonnées de quiétisme. Bossuet se sert de cette mise à l'index pour condamner l'influence de Madame Guyon et faire condamner Fénelon. À la même période subissent le même sort notamment François de Malaval, Benoît de Canfield et Jean-Joseph Surin. Après la mise à l'Index des œuvres attribuées à Bernières, sa mémoire se perpétue dans des cercles restreints, notamment ceux liés à Madame Guyon et Fénelon et aux milieux protestants (méthodistes et piétistes). L'époque qui condamne Bernières est selon l'expression de Louis Cognet celle du « crépuscule des mystiques » ou selon l'expression de Henri Bremond celle de la « fin de la faim de Dieu ». Bernières est condamné comme le sont de nombreux mystiques à cette époque. Il faut noter par ailleurs qu'à cette période on enferme les pauvres dans les hôpitaux généraux (Michel Foucault). Basculement de l'histoire, l'âge baroque était mystique et affectionnait le soin des pauvres, l'âge classique comme l'a montré Michel Foucault, se débarrasse de la mystique et enferme les pauvres. La pauvreté devient un problème qui concerne l'État, mais le soin personnel du pauvre disparaît.
Plusieurs traductions ont été faites du Chrétien intérieur. Le mystique piétiste allemand Gerhard Tersteegen (1697-1769) publie une traduction allemande en 1727.
L'oeuvre de Jean de Bernières semble progressivement retrouver la voie d'une réhabilitation, comme il en est pour sa disciple Madame Guyon dont le confesseur fut un intime de Bernières. L'essentiel de l'oeuvre de Bernières publiée après sa mort est de nouveau accessible. Le colloque de Caen de 2009, organisé par le Centre d’études théologiques de Caen a regroupé des universitaires et des moines de la congrégation de Solesmes comme  l'indique la liste des auteurs figurant sur les actes du colloque: Rencontres autour de Jean de Bernières. Par ailleurs les liens profonds entre la spiritualité de Bernières et celle des Pères du désert et des Pères grecs a fait l'objet de travaux présentés par Jean-Marie Gourvil dans plusieurs colloques, ,

## Œuvres
- Jean de Bernières (préf. Dominique Tronc), Œuvres mystiques Volume 1 : L'Intérieur chrétien - Chrétien intérieur - Pensées, Toulouse, Édition du Carmel, mars 2011, 518 p. (ISBN 978-2-84713-157-4)
- Jean de Bernières, Le chrestien intérieur, ou la conformité intérieure que doivent avoir les chrestiens avec Jesus-Christ. Divisé en huit livres, qui contiennent des sentimens tous divins, tirez des escrits d'un grand serviteur de Dieu, de nostre siècle. Par un solitaire, Paris, Claude Cramoisy, 1661 Édition originale, 708 p.

### Ouvrages spécialisés
- Maurice Souriau, Deux mystiques normands au XVIIe siècle, M de Renty et Jean de Bernières, Librairie académique Perrin, 1913 (lire en ligne).
- Jean-Marie Gourvil, Thierry Barbeau, Éric de Reviers, John Dickinson, Isabelle Landy, Joël Letellier, Bernard Pitaud, Joseph Racapé, Dominique Tronc et Annamaria Valli, Rencontres autour de Jean de Bernières (1602-1659), Paris, Parole et Silence, 2013, 700 p. (ISBN 978-2-88918-172-8)
- Jean-Marie Gourvil, La fidélité des franciscains au mysticisme médiéval, in La vie mystique chez les franciscains du dix-septième siècle T.III, Mers-sur-Indre, Sources mystiques, Centre Saint-Jean-de-la Croix, 2014, 270 p. (ISBN 978-2-909271-94-1)
- Jean-Marie Gourvil, Jean de Bernières et l'ermitage de Caen, intériorité mystique et action dans la Cité, in Nathalie Nabert, Du monde au désert, l'aspiration à la solitude au XVIIe siècle, Paris, Beauchesne, 2021 (ISBN 978-2-7010-2301-4 et 2-7010-2301-7, OCLC 1230409652, lire en ligne), p. 117-136
- Johannes Burkardt: Gerhard Tersteegen. Die Bernières-Louvigny-Übersetzungen. (=Siegener Beiträge zur Reformierten Theologie und Pietismusforschung Bd. 5). Luther-Verlag, Bielefeld 2023.

### Ouvrages généraux
- Pierre-Daniel Huet, Les origines de la ville de Caen et des lieux circonvoisins, Rouen, Maury, 1702, 652 p. (lire en ligne)
- Auguste-Honoré Gosselin, Henri de Bernières : premier curé de Québec, Evreux, Imprimerie de l'Eure, 1896, 191 p. (lire en ligne)